# Augusta af Mecklenburg-Güstrow
Augusta (også Auguste), hertuginde af Mecklenburg-Güstrow (27. august 1674 i Güstrow – 9. maj 1756 i Dargun) var en mecklenburgsk prinsesse, der var søster til Dronning Louise af Danmark og Norge.
Hun var datter af hertug Gustav Adolf af Mecklenburg-Güstrow (1633-1695) og Magdalene Sibylle af Slesvig-Holsten-Gottorp (1631-1719), datter af hertug Frederik 3. af Slesvig-Holsten-Gottorp (1597-1659). Hun forblev hele livet ugift og fik Dargun Slot i apanage.
Augusta var tante til den pietistiske grev Christian Ernst zu Stolberg-Wernigerode og var også selv engageret i pietismen og derfor tæt knyttet til Christian 6. af Danmark og hans dronning Sophie Magdalene. Hoffet i Dargun blev centrum for pietismen i Mecklenburg, der dog ikke var nogen stærk funderet bevægelse. Således kom hertugindens religiøsitet flere gange i konflikt med de lokale indbyggeres traditionelle kristendom.
Hun var Dame de l'union parfaite.